# Takeo Fukuda
Takeo Fukuda (jap: 福田 赳夫 Fukuda Takeo), född 14 januari 1905 i Takasaki i Gunma prefektur, död 5 juli 1995 i Tokyo, var en japansk politiker och landets 67:e premiärminister.